# 卓木拉日峰
卓木拉日峰也作绰莫拉日峰（藏語：ཇོ་མོ་ལྷ་རི，威利转写：jo mo lha ri，藏语拼音：Qomo Lhari）位于中国与不丹的边境上，最高点海拔7326米，为不丹的第二高峰。山名意为“干城章嘉的新娘”，也叫“王妃神山”。卓木拉日峰顶峰突兀，壁峭坡陡，峰顶气候恶劣，登山难度极大。1937年由英国弗雷德里克•斯賓塞•查普曼率領的探险队完成首登。

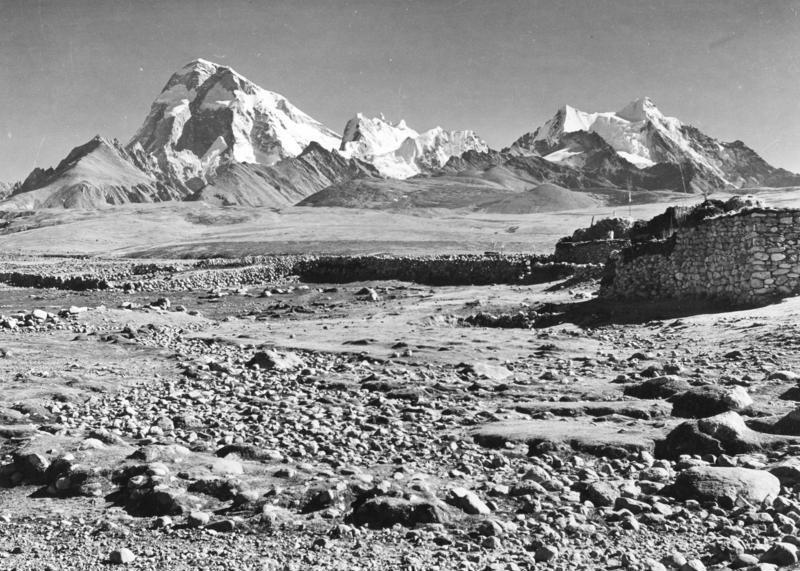
從帕里草原眺望卓木拉日峰
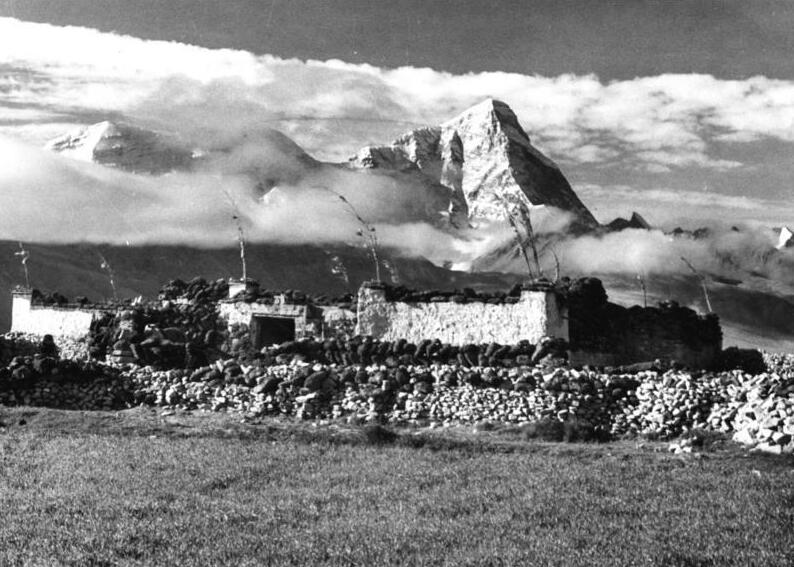
從堆納眺望卓木拉日峰
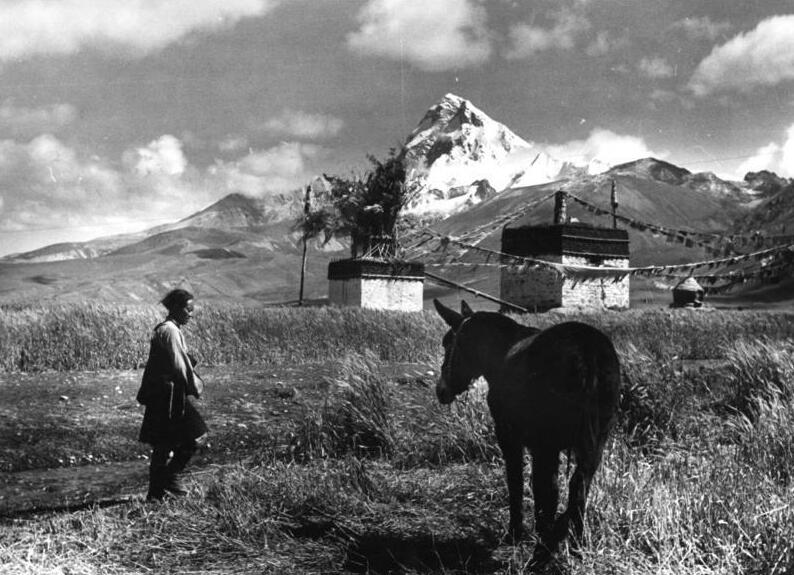
從帕里眺望卓木拉日峰
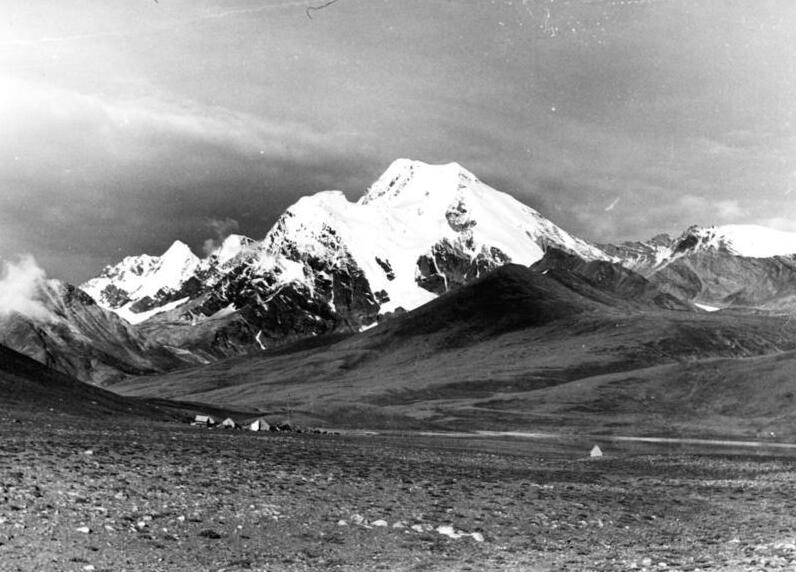
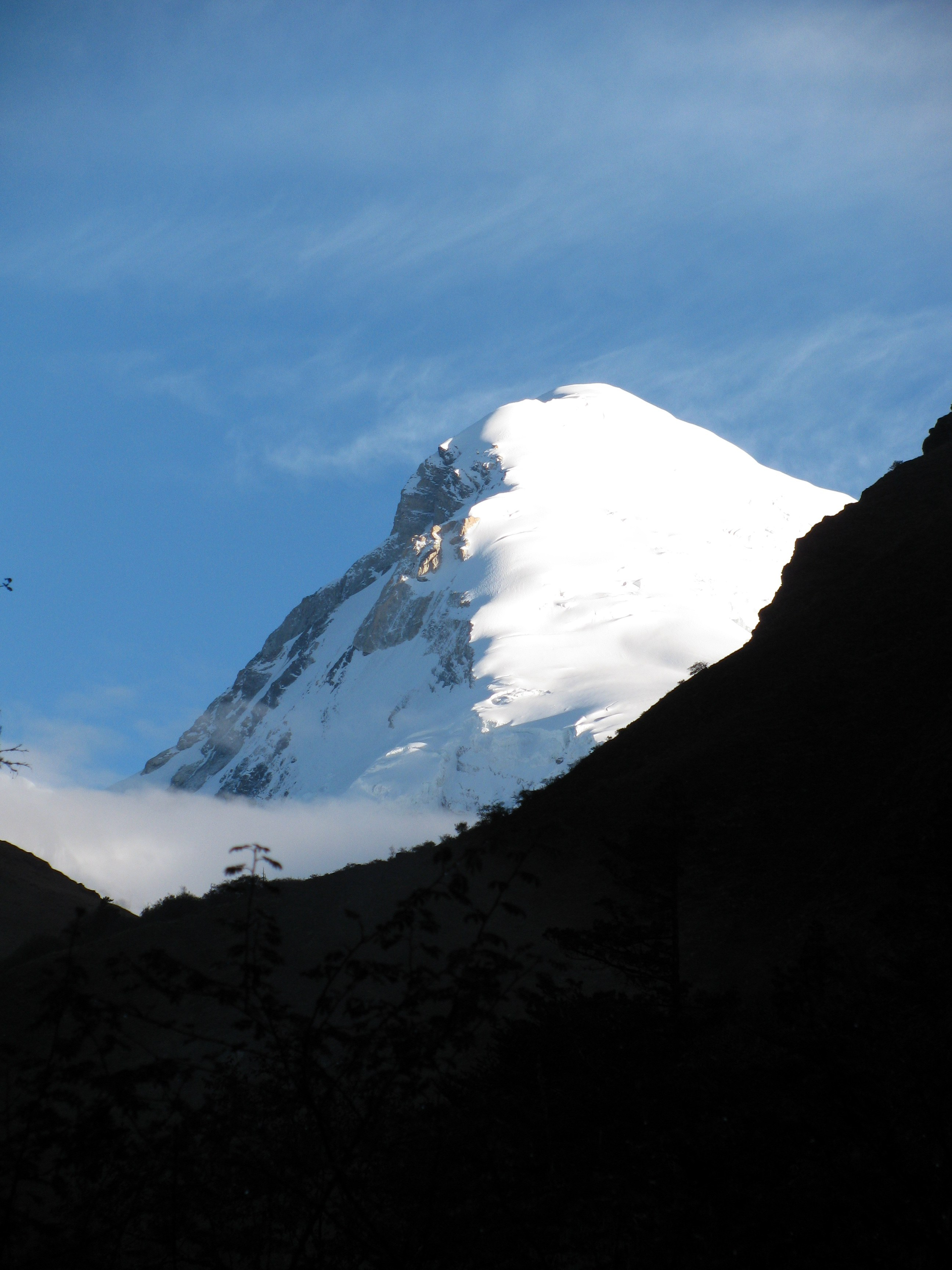
从Thangthangkha营地眺望黎明时的卓木拉日峰
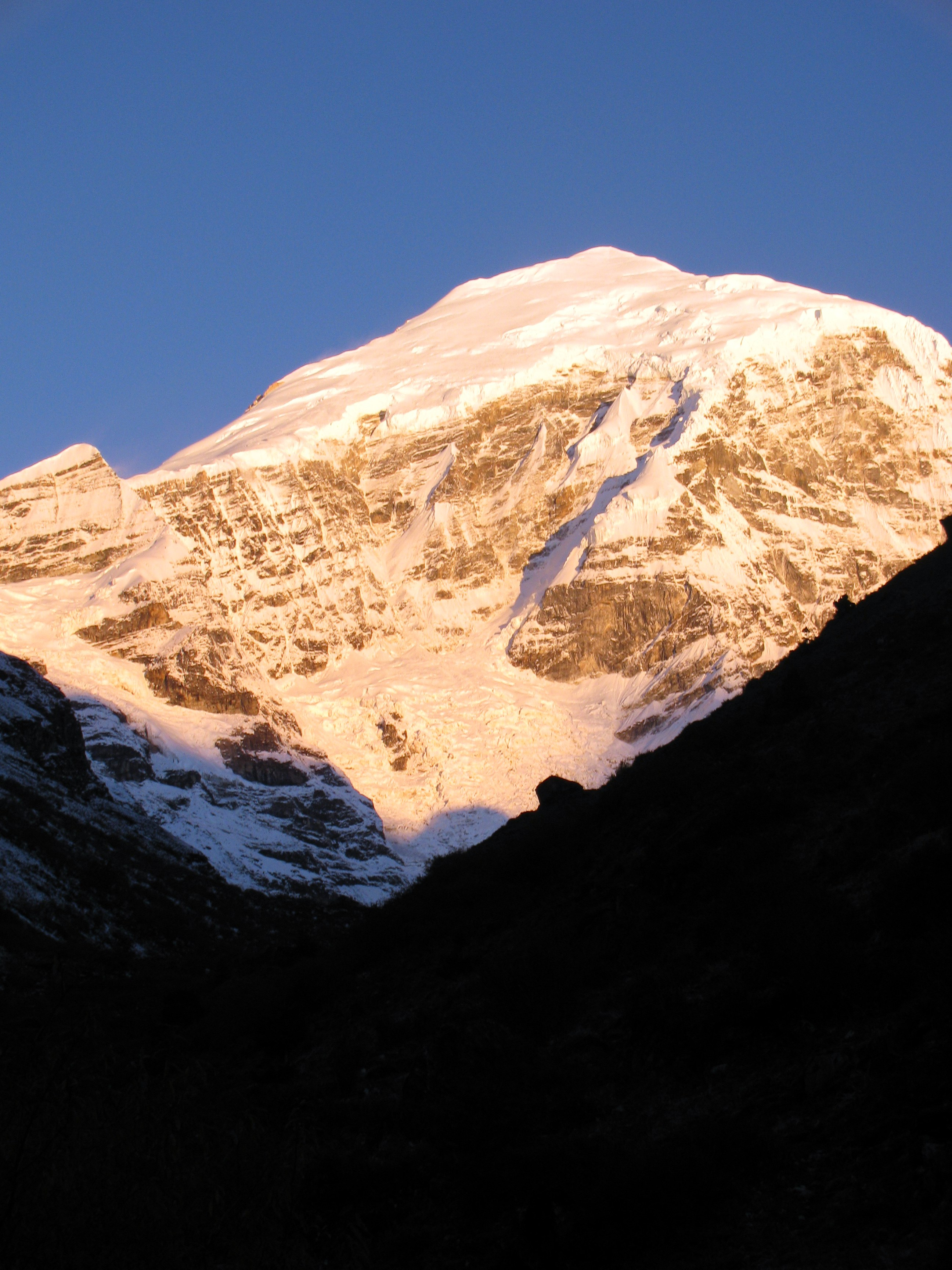
从詹哥善眺望黎明时的卓木拉日峰
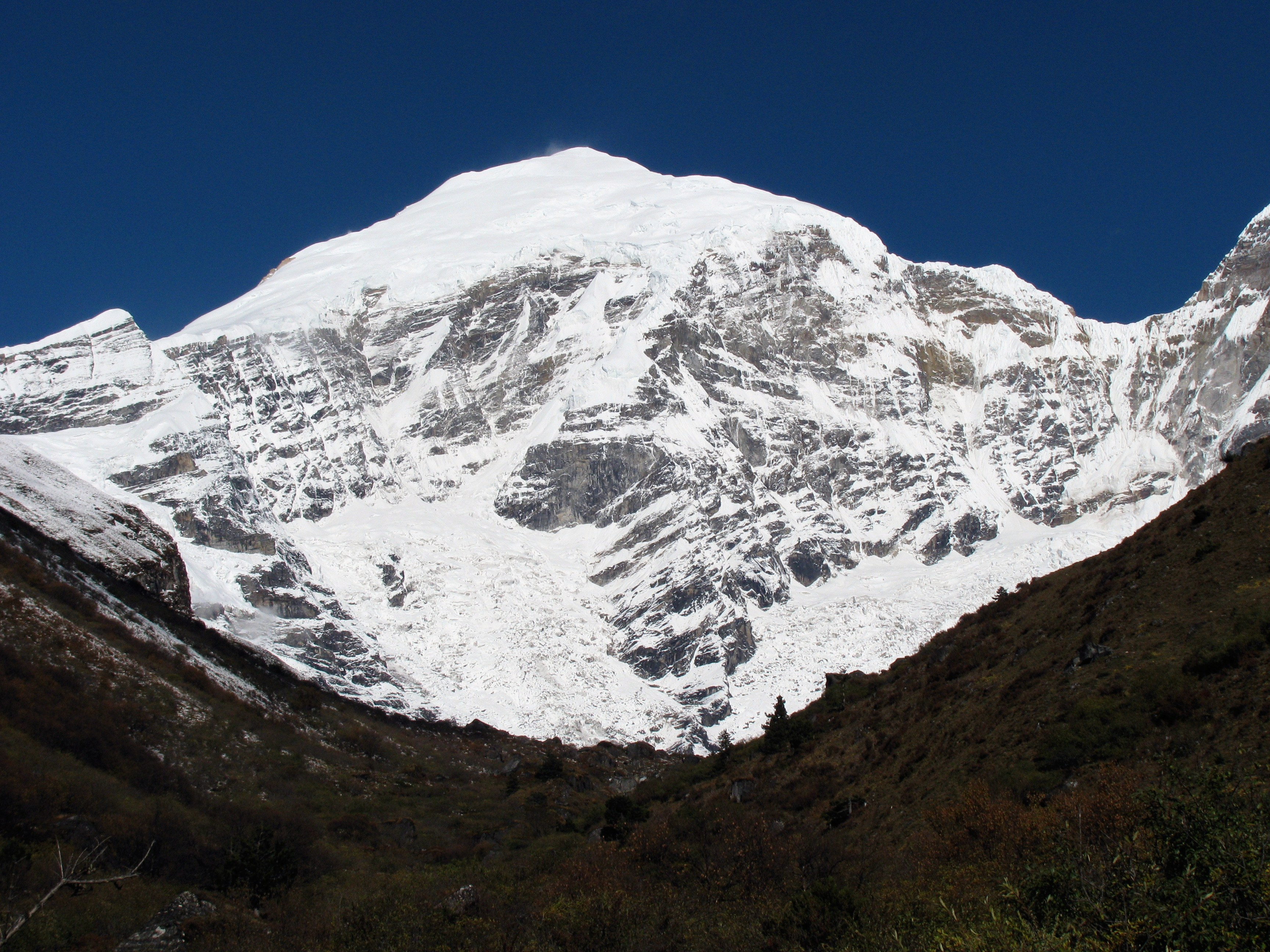
从詹哥善眺望卓木拉日峰
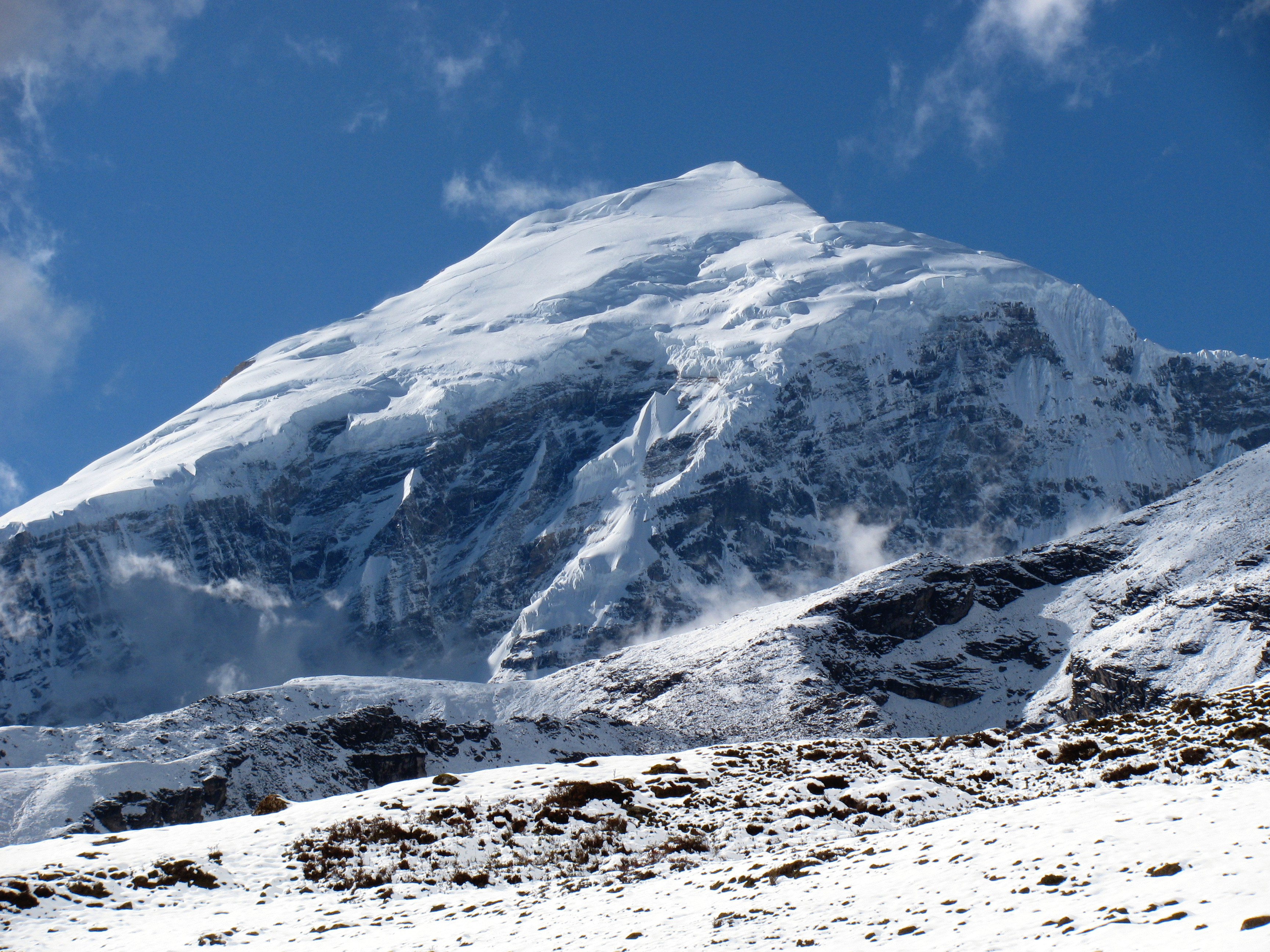
在Neleyla附近眺望卓木拉日峰

是世界第78高峰（2022/7/11）